# Evert Taube (fartyg, 1976)
M/S Evert Taube är ett svenskt passagerarfartyg. Hon levererades 1976 som M/S Silvertärnan till Göteborg-Styrsö Skärgårdstrafik AB i Göteborg och namnändrades 1985 till Ylva. Åren 1986-1988 gick hon som M/S Skokloster i Mälaren för Rederi AB Svenska Kusten. Från 2008 har hon seglat som M/S Evert Taube för Strömma Turism & Sjöfart i Stockholmsområdet.